# Phoroncidia puyehue
Phoroncidia puyehue là một loài nhện trong họ Theridiidae.
Loài này thuộc chi Phoroncidia. Phoroncidia puyehue được Herbert Walter Levi miêu tả năm 1967.